# Defensa (futbol)

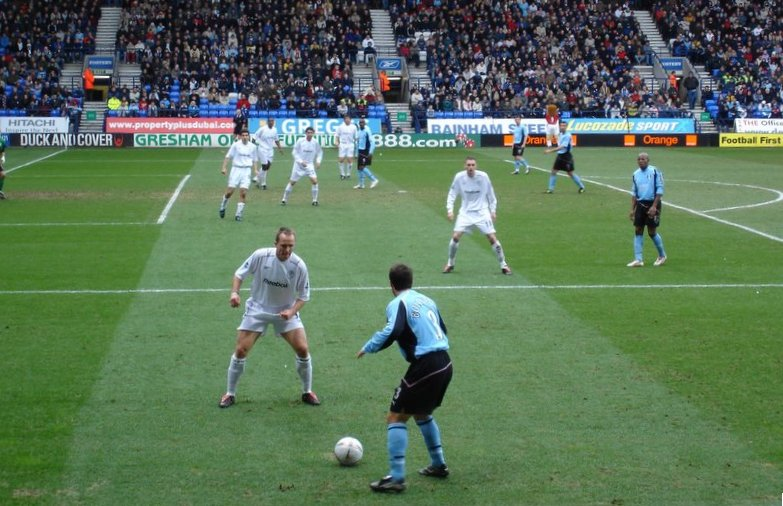
Defensors de l'equip anglès Bolton Wanderers obstaculitzant un atac.

El defensa o defensor, en futbol, és la persona que juga entre la porteria pròpia i el centre del camp, segons les formacions tàctiques d'aquest esport.

## Tipus de defensa

### Laterals
Els laterals són jugadors que defensen les bandes, situant-se entre la porteria i els jugadors contraris.

### Centrals
Els centrals són jugadors que defensen la zona central de la defensa, actuant com a última línia abans del porter. Solen ser jugadors de gran potència aèria i força.

### Lliures
La posició de lliure, un últim home lliure entre la línia de defensa i el porter fou popularitzada per Franz Beckenbauer en la dècada de 1970. La seva funció és d'actuar com a tercer central en les situacions de defensa i de pujar a l'atac incorporant-se com a migcampista i amenaçant amb xut llunyans o arribades des de la segona línia.

### Carrilers[3]
Defensen les bandes com els laterals, però una mica més avançats. Cobrint alhora el centre del camp i la defensa.